# Rehad Desai
Rehad Desai (1963) è un regista e produttore cinematografico sudafricano.

## Biografia
È autore di un documentario di denuncia sulle condizioni della tribù dei Khomani dal titolo The Bushman's Secret in cui narra le vicende della pianta dell'Hoodia che cresce nel deserto sudafricano del Kalahari.
La pianta è contesa tra le tribù locali, dalle quali viene usata per placare il senso della fame, e dalla multinazionale anglo-olandese Unilever che l'ha brevettata e ne rivendica l'uso per la realizzazione di prodotti dimagranti.